# Saint-Berain-sous-Sanvignes
Saint-Berain-sous-Sanvignes är en kommun i departementet Saône-et-Loire i regionen Bourgogne-Franche-Comté i östra Frankrike. Kommunen ligger i kantonen Montcenis som tillhör arrondissementet Autun. År 2022 hade Saint-Berain-sous-Sanvignes 1 106 invånare.

## Befolkningsutveckling
Antalet invånare i kommunen Saint-Berain-sous-Sanvignes
| Referens: INSEE |